# القوات العراقية الحرة
القوات العراقية الحرة (FIF) كانت ميليشيا مكونة من المغتربين العراقيين الذين خدموا في غزو العراق عام 2003 وما بعده، تحت سيطرة حكومة المؤتمر الوطني العراقي في المنفى بقيادة أحمد الجلبي. وكان الفرع شبه العسكري من البرنامج يُعرف أيضًا باسم القوات العراقية الحرة المقاتلة (FIFF)، في حين عمل عناصر أخرين كمترجمين أو في مشاريع الشؤون المدنية. 